# Niger hívójelkörzetei
Niger jelenleg (2024) nincs felosztva hívójelkörzetekre.
A Niger számára az ITU a 5U hívójelprefixet határozta meg.
| Prefix | Körzet | Hely/jelleg | ITU zóna | CQ zóna | 1 szintű QTH lokátor |
| ------ | ------ | ----------- | -------- | ------- | -------------------- |
| 5U     | [0..9] | Niger       | 46       | 35      | JL, JK               |

## Lajstromjel
Vízi és légi járművek lajstromjelezéséhez a 5U prefixet használják.